# Hosejn Hosejni
Sa’id Hosejn Hosejni (pers. ‏سید حسین حسینی‎, ur. 30 czerwca 1992 w Szirazie) – irański piłkarz grający na pozycji bramkarza w irańskim klubie Sepahan Isfahan oraz w reprezentacji Iranu. Wychowanek Barghu Sziraz, w którym rozpoczął seniorską karierę.